# 羅德芭蕾舞團
羅德芭蕾舞團，是一個由舞蹈家蘇明珠於1995年在高雄市立案的演藝團隊。2000年後遷居花蓮，並成立羅德表演藝術劇場，作為羅德芭蕾舞團二團。是台灣少數以芭蕾舞劇作為主要展演的舞團。

## 外部連結
羅德芭蕾舞團